# Ébalo
Ébalo (em grego: Οἴβαλος, transl. Oíbalos), na mitologia grega, foi um rei de Esparta, filho de Cinorta, e pai de Tíndaro.
Tíndaro era filho de Gorgófona de Argos, filha de Perseu, mas não sucedeu a seu pai como rei de Esparta, porque Hipocoonte, irmão mais velho de Tíndaro, tomou o reino.
Segundo William Smith, Hipocoonte era "filho natural" de Ébalo, sendo filho de uma ninfa Bátia.
Pseudo-Apolodoro apresenta várias versões sobre a relação confusa entre Cinorta, Ébalo, Tíndaro e Hipocoonte. Na versão atribuída a Estesícoro, Cinorta foi o pai de Perieres, este casou-se com Gorgófona e foi o pai de Tíndaro, Icário, Afareu e Leucipo. Em outra versão, precedida por "alguns dizem", Cinorta foi pai de Perieres, este foi pai de Ébalo e este foi pai de Tíndaro, Hipocoonte e Icário.